# TV Serien Highlights
TV Serien Highlights (bis 2006 TV Highlights) ist die Schwesterzeitschrift der Moviestar und erscheint seit Juli 1997 als überarbeiteter Nachfolger der Zeitschrift TeleVision. Es handelt sich um ein TV-Magazin, welches das Hauptaugenmerk auf Serien und Filme aus den Genres Science-Fiction, Action, Horror und Fantasy richtet. Neben der Vorstellung neuer Serien werden auch Episodenführer zu verschiedenen TV-Serien veröffentlicht und sehenswerte Filme, welche vom Fernsehen ausgestrahlt werden, in Form von Kurzbeschreibungen aufgeführt. Im Laufe der Jahre wurde auch der DVD-Teil stark ausgebaut. Zudem erscheinen in unregelmäßigen Abständen diverse Extra-Ausgaben zu speziellen Themengebieten bzw. Serien.
Die Zeitschrift erschien zunächst 12-mal, ab 2010 9-mal pro Jahr im MPW Verlag. Die gedruckte Auflage liegt bei 68.000 Exemplaren; im dritten Quartal 2004 wurden 34.120 Stück verkauft.
Die Vorgängerzeitschrift TeleVision kam erstmals im Oktober 1995 auf den Markt. Einige Elemente der neuen Programmzeitschrift wurden dabei direkt aus der Schwesterzeitschrift Moviestar übernommen, welche schon ab 1993 eine Auswahl an sehenswerten Horror-, Science-Fiction- und Fantasyfilmen im Fernsehen in Form von Kurzbeschreibungen aufführte und auch Videocover zu einzelnen Filmen dazu abdruckte. Die zweimonatliche Erscheinungsweise der Moviestar hatte allerdings zum Nachteil, dass viele Sendedaten nur ungenau angegeben werden konnten und zudem bei Redaktionsschluss oft noch gar nicht feststand, welche Filme z. B. gegen Ende des zweiten Monats gesendet würden. Daher entschloss man sich bei MPW eine eigene monatliche Programmzeitschrift mit dem Schwerpunkt auf Serien und Spielfilme, welche dem phantastischen Genre angehörten, herauszubringen. Bevor TeleVision dann im Herbst 1995 offiziell an den Start ging, wurde der Augustausgabe der Moviestar ein erstes Testheft beigelegt.
Mit der Umbenennung der TeleVision in TV Highlights wurde der Anteil an Spielfilmbeschreibungen stark zurückgefahren und inzwischen auch ganz aufgegeben.